# Ozodicera gracilirama
Ozodicera gracilirama är en tvåvingeart som beskrevs av Alexander 1941. Ozodicera gracilirama ingår i släktet Ozodicera och familjen storharkrankar.
Artens utbredningsområde är Bolivia. Inga underarter finns listade i Catalogue of Life.